# Семёнов, Никита Владимирович
Никита Владимирович Семёнов (16 декабря 1989, Наро-Фоминск, Московская область — 4 июля 2010, Салтыковка, Московская область) — нападающий КСС «Бетта» (Москва) и сборной России по подводному регби. Мастер спорта.

## Биография
Никита Семёнов родился 16 декабря 1989 года в городе Наро-Фоминске. Ещё учась в школе, он увлекся подводной борьбой. А первые матчи в подводном регби сыграл за команду ОСА. В 2004 году перешёл в КСС Бетта. В составе столичного клуба Никита провел пять сезонов, сыграл 49 игр на высшем уровне и забил 7 голов. Стал пятикратным чемпионом России, двукратным чемпионом Москвы, серебряным и бронзовым призёром Финской Серии Мастеров.
4 июля 2010 года погиб.

## Сборная
За молодёжную сборную России Никита Семёнов выступал на Чемпионате Европы 2005 в Лангенфельде (Германия), Чемпионате Европы 2006 в Уддевалле (Швеция), Чемпионате Европы 2007 в Тампере (Финляндия) и Чемпионате Европы 2008 в Копенгагене (Дания), сыграл 20 игр и забил 12 голов. Стал двукратным чемпионом Европы (2007 и 2008), а также вице-чемпионом Европы (2006). На Чемпионате Европы 2008 года был капитаном сборной России.
За сборную России Никита выступал на Чемпионате Европы 2005 в Хельсинки (Финляндия) и на Чемпионате Мира 2007 в Бари (Италия). Сыграл 10 игр и забил 1 гол.

## Награды и достижения
- Чемпион Европы (U-21) — 2007, 2008.
- Вице Чемпион Европы (U-21) — 2006.
- Чемпион России — 2010, 2009, 2008, 2007, 2006.
- Чемпион Москвы — 2007, 2005.

## Кубок Семёнова
С 2010 года разыгрывается Кубок Никиты Семёнова по подводному регби. В первом сезоне две сильнейшие российские команды: Бетта (Москва) и Акванавт (Тула) разыграли Кубок, в финале до трех побед. Обладателем Кубка стала родная команда Никиты Семёнова — Бетта Москва. Москвичи выиграли финальную серию со счетом 3:0.